# NGC 3305
NGC 3305 est une galaxie lenticulaire située dans la constellation de l'Hydre. Elle a été découverte par l'astronome britannique John Herschel en 1835.

## Caractéristiques
Sa vitesse par rapport au fond diffus cosmologique est de 4 271 ± 30 km/s, ce qui correspond à une distance de Hubble de 63,0 ± 4,4 Mpc (∼205 millions d'al).
À ce jour, quatre mesures non basées sur le décalage vers le rouge (redshift) donnent une distance de 56,125 ± 3,947 Mpc (∼183 millions d'al), ce qui est à l'intérieur des valeurs de la distance de Hubble. Notons cependant que c'est avec la valeur moyenne des mesures indépendantes, lorsqu'elles existent, que la base de données NASA/IPAC calcule le diamètre d'une galaxie et qu'en conséquence le diamètre de NGC 3305 pourrait être d'environ 33,5 kpc (∼109 000 al) si on utilisait la distance de Hubble pour le calculer.

## Groupe de NGC 3314B
Selon une étude publiée par A.M. Garcia en 1993, NGC 3305 fait partie du groupe de NGC 3314B. Ce groupe comprend au moins 30 galaxies dont NGC 3309, NGC 3314B (PGC 33532), NGC 3316 et NGC 3336.
NGC 3305 et donc toutes les galaxies du groupe de NGC 3314B font partie de l'amas de l'Hydre (Abell 1060). L'amas de l'Hydre est l'amas dominant du superamas de l'Hydre-Centaure.